# Rafael González Villar
Rafael González Villar (La Coruña, 6 de octubre de 1887 - Ibídem, 11 de marzo de 1941) fue un arquitecto español radicado en La Coruña (Galicia). Precursor del Colegio Oficial de Arquitectos de Galicia (COAG) y diseñador del Cine Avenida en La Coruña.

## Carrera
Obtiene Rafael su titulación en la Escuela Superior de Madrid en el año 1911. Su formación es similar a la de los arquitectos de su época, a caballo entre el historicismo y eclécticismo. Pronto radica en La Coruña donde realizará gran parte de su obra arquitectónica.  Pronto ocupa puestos en los estamentos culturales gallegos. Su primera obra de relevancia la realiza en 1912 en los Jardines de Méndez Núñez de La Coruña, será el denominado "Kiosco Alfonso". En sus primeras obras está muy vinculado a las corrientes academicistas de la escuela de Madrid y poco a poco se decanta por una arquitectura regionalista.  No obstante, sus aspiraciones de perseguir una carrera internacional son evidentes, al ser junto a Pedro Guimón Eguiguren uno de los dos arquitectos españoles que participa en el concurso internacional para el diseño de la Tribune Tower, promovido por el periódico Chicago Tribune en 1922.

## Obra
- "Kiosco Alfonso", en La Coruña (1912)
- "Chalet Rialeda" (o Ría Leda), en Oleiros (1912)
- Casa Molina (1915)[3]
- Monumento a Concepción Arenal en los Jardines de Méndez Núñez, en La Coruña (1915)
- Casa Carnicero en Oleiros (1916)
- Escuelas Jesús García Naveira, en Betanzos (1917)
- La Casa del Pueblo, en Betanzos (1918)
- Edificio Castromil (o Café Quiqui-Bar), en Santiago de Compostela (1922)
- Edificio de Viviendas de la calle del Hórreo 22, en Santiago de Compostela (1927)
- Sanatorio Antituberculoso de Cesuras (1927)
- Villa Molina, en La Coruña (1928)[4]
- Edificio en esquina en calle Asturias 5 con calle Vizcaya, en La Coruña (1935)[5]
- Edificios en Avda. Finisterre, nº.1 y nº.3, en La Coruña (1940) [6]
- Edificio Cine Avenida en Cantón Grande nº.7, en La Coruña (1937-1941)[7]Villa Molina en Ciudad Jardín, La Coruña (1928)Edificio racionalista en calle Asturias 5, en la Coruña (1935)

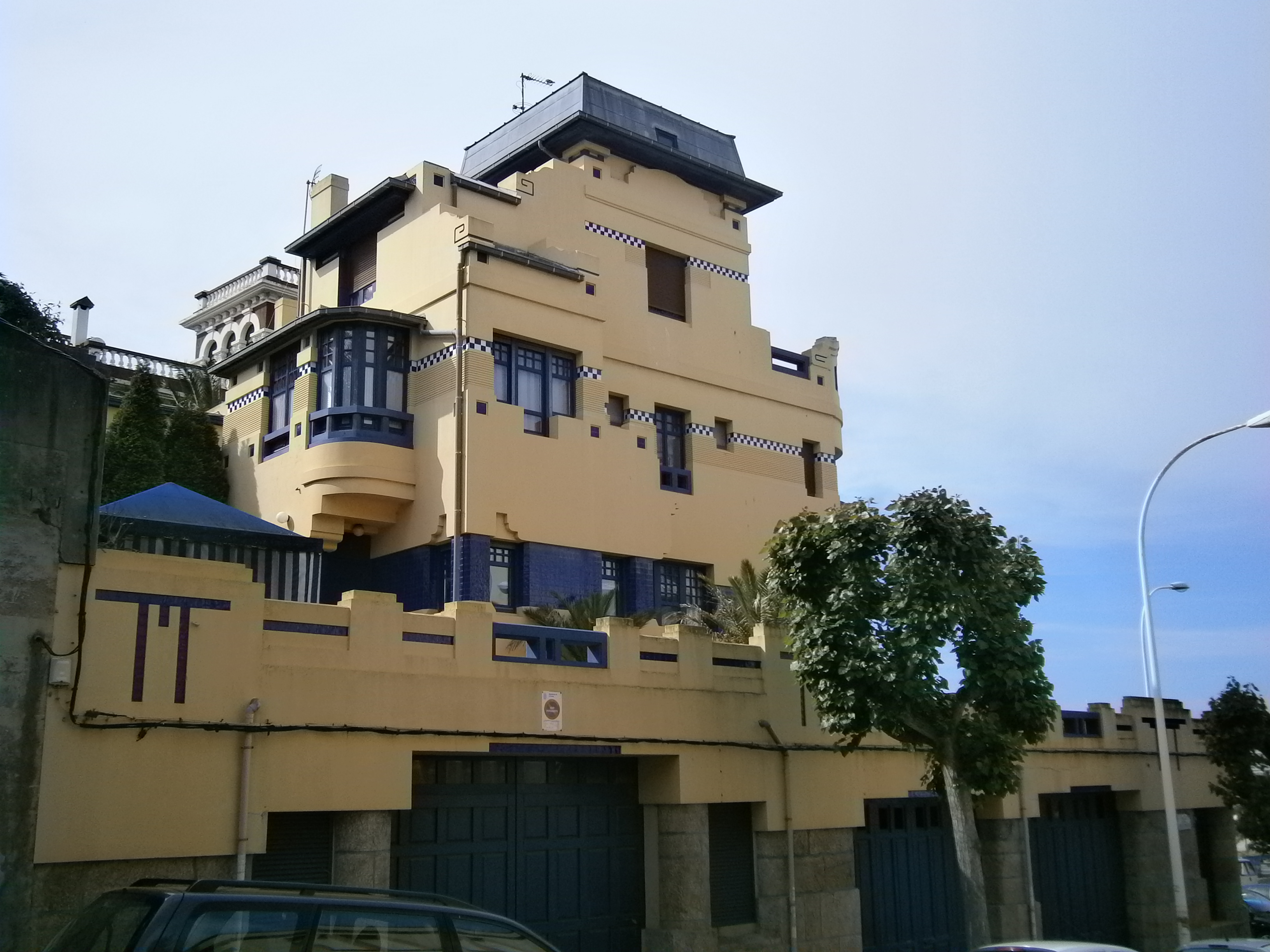
Villa Molina en Ciudad Jardín, La Coruña (1928)

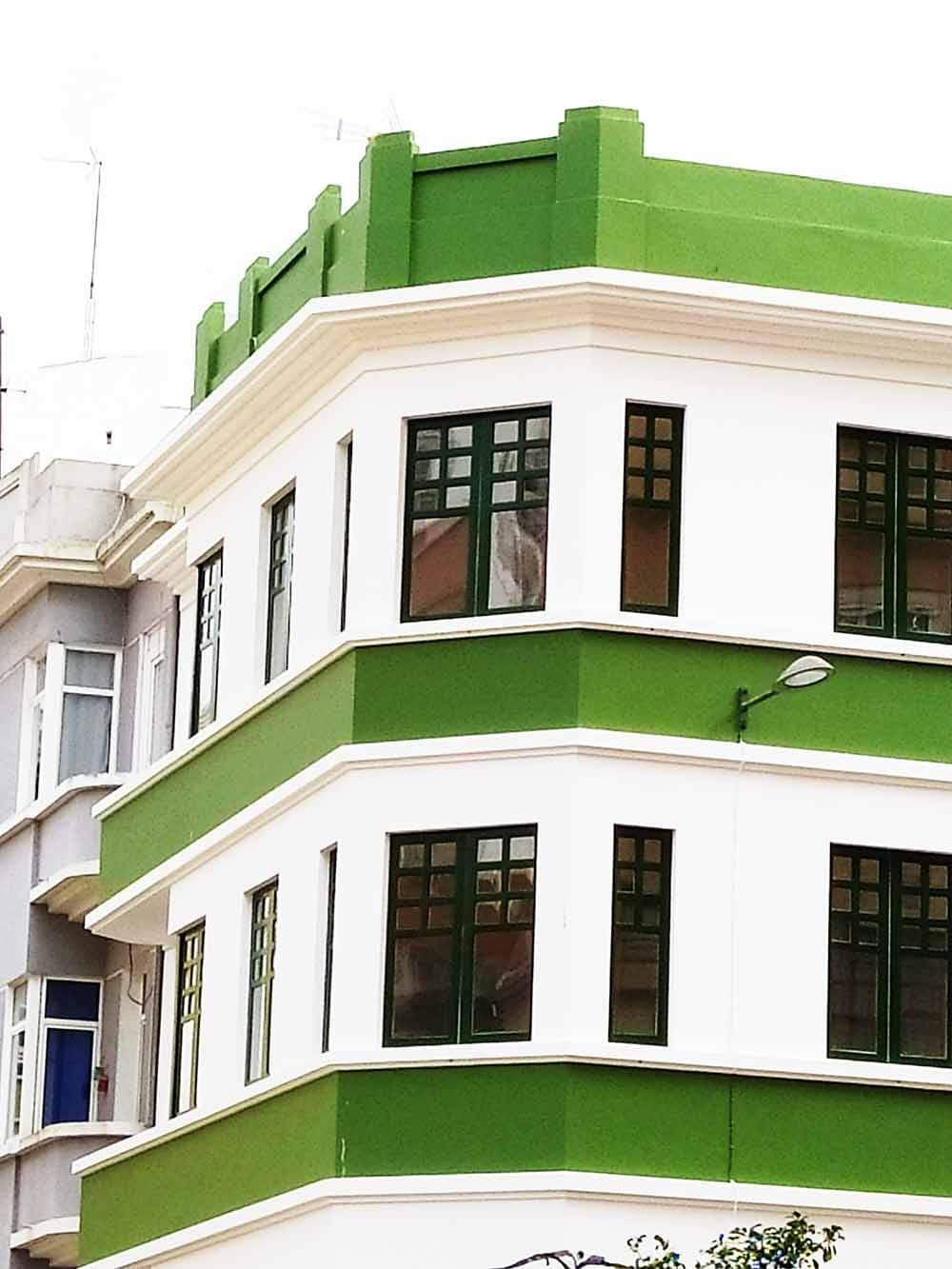
Edificio racionalista en calle Asturias 5, en la Coruña (1935)